# 巴拿馬圓棘鮃
巴拿馬圓棘鮃為輻鰭魚綱鰈形目鰈亞目牙鮃科的其中一種，為亞熱帶海水魚，分布於東太平洋區，從加利福尼亞灣至秘魯海域及半鹹水域，棲息深度0-50公尺，體長可達35公分，棲息在沿岸軟底質底層水域、河口區，生活習性不明，可作為食用魚。

## 扩展阅读
維基物種上的相關：巴拿馬圓棘鮃